# Сантакрус, Сантьяго
Сантьяго Сантакрус Лондоньо (англ. Santiago Santacruz Londoño; род. 27 июня 2004) — колумбийский футболист, полузащитник клуба «Индепендьенте Медельин».

## Клубная карьера
Санткрус — воспитанник клуба «Индепендьенте Медельин». В 2024 году в матче против «Агилас Дорадас» он дебютировал в Кубке Мустанга.